# Aéroport de Middle Bass-East Point
L'aéroport de Middle Bass-East Point (FAA LID : 3W9) est un aéroport privé situé sur l'île de Middle Bass, Ohio, États-Unis. Il est détenu et exploité par East Point Associates,.